# Never Close Our Eyes
Never Close Our Eyes è un brano musicale del cantante pop Adam Lambert, pubblicato come secondo singolo del suo secondo album in studio, Trespassing. Il brano è stato composto da Bruno Mars, Philip Lawrence, Ari Levine, Dr. Luke e Cirkut, e prodotto da quest'ultimo, Dr. Luke e The Smeezingtons.

## Tracce
Download digitale
1. Never Close Our Eyes – 4:08

## Classifiche
| Paese            | Posizione massima |
| ---------------- | ----------------- |
| Austria          | 56                |
| Belgio (Fiandre) | 64                |
| Canada           | 62                |
| Giappone         | 9                 |
| Nuova Zelanda    | 24                |